# Anton Ewald
Anton Kim Ewald (* 7. srpna 1993 Stockholm, Švédsko) je švédský zpěvák, tanečník a choreograf.

## Kariéra
V roce 2013 účastnil švédského národního kola Melodifestivalen s písní "Begging", kterou napsal Fredrik Kempe a Anton Malmberg Hård af Segerstad. Po jeho prvofinálovém vystoupení 9. února 2013 se umístil na 3. příčce a dostal šanci se zúčastnit Druhé šance, která se konala v Löfbergs aréně ve městě Karlstad, kde bojoval o kvalifikaci do národního finále soutěže Melodifestivalen. Anton Ewald udělal choreografii svého vystoupení osobně.
Ve Druhé šanci, která se konala 2. března 2013 se kvalifikoval do národního finále ve Friends aréně 9. března po duelu s Behrang Miri a písní "Jalla Dansa Sawa". Anton Ewald se tedy stal jedním ze dvou postupujících z Druhé šance, kteří se kvalifikovali do finále.
Ve finále soutěže Melodifestivalen 2013 dne 9. března 2013 se Anton umístil na 4. pozici, kdy se před něj dostali Ulrik Munther, YOHIO & Robin Stjernberg (vítěz). Po soutěži Anton vydal singl "Begging", další singl "Can't Hold Back", debutové EP A a akustickou verzi EP A (A-coustic).
Anton Ewald už byl tanečníkem v národním kole Melodifestivalen. V roce 2009 byl tanečníkem zpěvačky Velvet, kdy se účastnil 3. semifinálového večera v Leksand v písni "The Queen". V roce 2012 byl tanečníkem a choreografem zpěváka Dannyho Sauceda v písni "Amazing". Také tancoval a dělal choreografii číslu Andreasem Lundstedta "Aldrig aldrig" (česky Nikdy nikdy) stejného roku.

## Diskografie

### EP
- 2013: A[6]

EP nazvané A obsahuje 5 skladeb: Human, Can't Hold Back, Would that Make You Love Me, Brand New, Begging
- 2013: A-coustic

EP A-coustic obsahuje 5 akustických skladeb: Human, Can't Hold Back, Would that Make You Love Me, Brand New, Begging

### Singly
| Rok  | Singl             | Nejvyšší dosažená pozice | Nejvyšší dosažená pozice | Certifikace |
| Rok  | Singl             | SWE                      | TUR                      | Certifikace |
| ---- | ----------------- | ------------------------ | ------------------------ | ----------- |
| 2013 | "Begging"         | 2                        | 87                       |             |
| 2013 | "Can't Hold Back" | —                        | 144                      |             |
| 2013 | "Close Up"        | —                        | —                        |             |
| 2014 | "Natural"         | 24                       | —                        |             |

### Videoklipy
- Can't Hold Back
- Human